# Interlands Kosovaars voetbalelftal 2020-2029
Deze pagina toont een chronologisch en gedetailleerd overzicht van de interlands die het Kosovaars voetbalelftal speelt en heeft gespeeld in de periode 2020 – 2029.

## Interlands

### 2020
|                                                                        |        |                   |        |                                                                                  |
| 12 januari Vriendschappelijk № 38 «onderlinge duels» 17:45 uur (UTC+3) | Kosovo | 0 – 1             | Zweden | Al-Ahlystadion, Doha Toeschouwers: 75 Scheidsrechter: Mohammed Al-Shammari (QAT) |
| 12 januari Vriendschappelijk № 38 «onderlinge duels» 17:45 uur (UTC+3) |        | 75' Simon Hedlund |        | Al-Ahlystadion, Doha Toeschouwers: 75 Scheidsrechter: Mohammed Al-Shammari (QAT) |

|                                                                                    |                    |       |                      |                                                                                           |
| 3 september UEFA Nations League Groep C3 № 39 «onderlinge duels» 20:45 uur (UTC+2) | Moldavië           | 1 – 1 | Kosovo               | Stadio Ennio Tardini, Parma (Italië) Toeschouwers: 0 Scheidsrechter: Kai Erik Steen (NOR) |
| 3 september UEFA Nations League Groep C3 № 39 «onderlinge duels» 20:45 uur (UTC+2) | Ion Nicolăescu 21' |       | 72' Benjamin Kololli | Stadio Ennio Tardini, Parma (Italië) Toeschouwers: 0 Scheidsrechter: Kai Erik Steen (NOR) |

|                                                                                    |                     |       |                                         |                                                                                    |
| 6 september UEFA Nations League Groep C3 № 40 «onderlinge duels» 20:45 uur (UTC+2) | Kosovo              | 1 – 2 | Griekenland                             | Fadil Vokrristadion, Pristina Toeschouwers: 0 Scheidsrechter: Pavel Královec (CZE) |
| 6 september UEFA Nations League Groep C3 № 40 «onderlinge duels» 20:45 uur (UTC+2) | Bernard Berisha 82' |       | 2' Dimitris Limnios 51' Dimitris Siovas | Fadil Vokrristadion, Pristina Toeschouwers: 0 Scheidsrechter: Pavel Královec (CZE) |

|                                                                              |                                                 |       |                         |                                                                                |
| 8 oktober EK-kwalificatie Play-off № 41 «onderlinge duels» 20:45 uur (UTC+2) | Noord-Macedonië                                 | 2 – 1 | Kosovo                  | Toše Proeskiarena, Skopje Toeschouwers: 0 Scheidsrechter: Danny Makkelie (NED) |
| 8 oktober EK-kwalificatie Play-off № 41 «onderlinge duels» 20:45 uur (UTC+2) | Benjamin Kololli 16' (e.d.) Darko Velkovski 33' |       | 29' Florent Hadergjonaj | Toše Proeskiarena, Skopje Toeschouwers: 0 Scheidsrechter: Danny Makkelie (NED) |

|                                                                                   |        |                  |          |                                                                                   |
| 11 oktober UEFA Nations League Groep C3 № 42 «onderlinge duels» 20:45 uur (UTC+2) | Kosovo | 0 – 1            | Slovenië | Fadil Vokrristadion, Pristina Toeschouwers: 0 Scheidsrechter: Andrew Madley (ENG) |
| 11 oktober UEFA Nations League Groep C3 № 42 «onderlinge duels» 20:45 uur (UTC+2) |        | 22' Haris Vučkić |          | Fadil Vokrristadion, Pristina Toeschouwers: 0 Scheidsrechter: Andrew Madley (ENG) |

|                                                                                   |             |       |        |                                                                                                 |
| 14 oktober UEFA Nations League Groep C3 № 43 «onderlinge duels» 21:45 uur (UTC+3) | Griekenland | 0 – 0 | Kosovo | Olympisch Stadion Spyridon Louis, Athene Toeschouwers: 0 Scheidsrechter: Roi Reinshreiber (ISR) |
| 14 oktober UEFA Nations League Groep C3 № 43 «onderlinge duels» 21:45 uur (UTC+3) |             |       |        | Olympisch Stadion Spyridon Louis, Athene Toeschouwers: 0 Scheidsrechter: Roi Reinshreiber (ISR) |

|                                                                         |                                 |       |                         |                                                                            |
| 11 november Vriendschappelijk № 44 «onderlinge duels» 16:00 uur (UTC+1) | Albanië                         | 2 – 1 | Kosovo                  | Elbasan Arena, Elbasan Toeschouwers: 0 Scheidsrechter: Hüseyin Göçek (TUR) |
| 11 november Vriendschappelijk № 44 «onderlinge duels» 16:00 uur (UTC+1) | Bekim Balaj 31' Myrto Uzuni 65' |       | 85' (pen.) Vedat Muriqi | Elbasan Arena, Elbasan Toeschouwers: 0 Scheidsrechter: Hüseyin Göçek (TUR) |

|                                                                                    |                                             |       |                  |                                                                                    |
| 15 november UEFA Nations League Groep C3 № 45 «onderlinge duels» 20:45 uur (UTC+1) | Slovenië                                    | 2 – 1 | Kosovo           | Stožicestadion, Ljubljana Toeschouwers: 0 Scheidsrechter: Bartosz Frankowski (POL) |
| 15 november UEFA Nations League Groep C3 № 45 «onderlinge duels» 20:45 uur (UTC+1) | Jasmin Kurtić 63' Josip Iličić 90+4' (pen.) |       | 58' Vedat Muriqi | Stožicestadion, Ljubljana Toeschouwers: 0 Scheidsrechter: Bartosz Frankowski (POL) |

|                                                                                    |                    |       |          |                                                                                    |
| 18 november UEFA Nations League Groep C3 № 46 «onderlinge duels» 20:45 uur (UTC+1) | Kosovo             | 1 – 0 | Moldavië | Fadil Vokrristadion, Pristina Toeschouwers: 0 Scheidsrechter: Roomer Tarajev (EST) |
| 18 november UEFA Nations League Groep C3 № 46 «onderlinge duels» 20:45 uur (UTC+1) | Lirim Kastrati 31' |       |          | Fadil Vokrristadion, Pristina Toeschouwers: 0 Scheidsrechter: Roomer Tarajev (EST) |

### 2021
|                                                                      |                                                                     |       |          |                                                                                 |
| 24 maart Vriendschappelijk № 47 «onderlinge duels» 20:45 uur (UTC+1) | Kosovo                                                              | 4 – 0 | Litouwen | Fadil Vokrristadion, Pristina Toeschouwers: 0 Scheidsrechter: Enea Jorgji (ALB) |
| 24 maart Vriendschappelijk № 47 «onderlinge duels» 20:45 uur (UTC+1) | Arbër Zeneli 27' Vedat Muriqi 63' Arbër Zeneli 71' Besar Halimi 79' |       |          | Fadil Vokrristadion, Pristina Toeschouwers: 0 Scheidsrechter: Enea Jorgji (ALB) |

|                                                                            |        |                                                                         |        |                                                                                  |
| 28 maart WK-kwalificatie Groep B № 48 «onderlinge duels» 20:45 uur (UTC+2) | Kosovo | 0 – 3                                                                   | Zweden | Fadil Vokrristadion, Pristina Toeschouwers: 0 Scheidsrechter: Tamás Bognár (HUN) |
| 28 maart WK-kwalificatie Groep B № 48 «onderlinge duels» 20:45 uur (UTC+2) |        | 12' Ludwig Augustinsson 35' Alexander Isak 70' (pen.) Sebastian Larsson |        | Fadil Vokrristadion, Pristina Toeschouwers: 0 Scheidsrechter: Tamás Bognár (HUN) |

|                                                                            |                                                   |       |                  |                                                                                   |
| 31 maart WK-kwalificatie Groep B № 49 «onderlinge duels» 20:45 uur (UTC+2) | Spanje                                            | 3 – 1 | Kosovo           | Estadio de La Cartuja, Sevilla Toeschouwers: 0 Scheidsrechter: Jakob Kehlet (DEN) |
| 31 maart WK-kwalificatie Groep B № 49 «onderlinge duels» 20:45 uur (UTC+2) | Dani Olmo 34' Ferran Torres 36' Gerard Moreno 75' |       | 70' Besar Halimi | Estadio de La Cartuja, Sevilla Toeschouwers: 0 Scheidsrechter: Jakob Kehlet (DEN) |

|                                                                    |                                                                       |       |                     |                                                                                        |
| 1 juni Vriendschappelijk № 50 «onderlinge duels» 18:00 uur (UTC+2) | Kosovo                                                                | 4 – 1 | San Marino          | Fadil Vokrristadion, Pristina Toeschouwers: 0 Scheidsrechter: Yaşar Kemal Uğurlu (TUR) |
| 1 juni Vriendschappelijk № 50 «onderlinge duels» 18:00 uur (UTC+2) | Vedat Muriqi 28' Vedat Muriqi 45+1' Vedat Muriqi 46' Vedat Muriqi 76' |       | 85' David Tomassini | Fadil Vokrristadion, Pristina Toeschouwers: 0 Scheidsrechter: Yaşar Kemal Uğurlu (TUR) |

|                                                                    |                    |       |                                     |                                                                                       |
| 4 juni Vriendschappelijk № 51 «onderlinge duels» 18:00 uur (UTC+2) | Malta              | 1 – 2 | Kosovo                              | Wörtherseestadion, Klagenfurt Toeschouwers: 0 Scheidsrechter: Christopher Jäger (AUT) |
| 4 juni Vriendschappelijk № 51 «onderlinge duels» 18:00 uur (UTC+2) | Shaun Dimech 45+2' |       | 19' Milot Rashica 84' Milot Rashica | Wörtherseestadion, Klagenfurt Toeschouwers: 0 Scheidsrechter: Christopher Jäger (AUT) |

|                                                                    |                                      |       |                 | |
| 8 juni Vriendschappelijk № 52 «onderlinge duels» 17:00 uur (UTC+3) | Guinee                               | 2 – 1 | Kosovo          | Arslan Zeki Demirci Sportcomplex, Ilıca, Manavgat Toeschouwers: 0 Scheidsrechter: Sarper Barış Saka (TUR) |
| 8 juni Vriendschappelijk № 52 «onderlinge duels» 17:00 uur (UTC+3) | Moustapha Kouyaté 60' José Kanté 65' |       | 90+3' Arb Manaj | Arslan Zeki Demirci Sportcomplex, Ilıca, Manavgat Toeschouwers: 0 Scheidsrechter: Sarper Barış Saka (TUR) |

|                                                                     |        |                 |        | |
| 11 juni Vriendschappelijk № 53 «onderlinge duels» 20:00 uur (UTC+3) | Gambia | 0 – 1           | Kosovo | Arslan Zeki Demirci Sportcomplex, Ilıca, Manavgat Toeschouwers: 0 Scheidsrechter: Arda Kardeşler (TUR) |
| 11 juni Vriendschappelijk № 53 «onderlinge duels» 20:00 uur (UTC+3) |        | 80' Arbër Hoxha |        | Arslan Zeki Demirci Sportcomplex, Ilıca, Manavgat Toeschouwers: 0 Scheidsrechter: Arda Kardeşler (TUR) |

|                                                                               |         |                  |        | |
| 2 september WK-kwalificatie Groep B № 54 «onderlinge duels» 20:00 uur (UTC+4) | Georgië | 0 – 1            | Kosovo | Batoemistadion, Batoemi Toeschouwers: 122 Scheidsrechter: Mykola Balakin (UKR) Video-assistent: Jevhen Aranovsky (UKR) |
| 2 september WK-kwalificatie Groep B № 54 «onderlinge duels» 20:00 uur (UTC+4) |         | 18' Vedat Muriqi |        | Batoemistadion, Batoemi Toeschouwers: 122 Scheidsrechter: Mykola Balakin (UKR) Video-assistent: Jevhen Aranovsky (UKR) |

|                                                                               |                    |       |                           | |
| 5 september WK-kwalificatie Groep B № 55 «onderlinge duels» 20:45 uur (UTC+2) | Kosovo             | 1 – 1 | Griekenland               | Fadil Vokrristadion, Pristina Toeschouwers: 1.200 Scheidsrechter: François Letexier (FRA) Video-assistent: Willy Delajod (FRA) |
| 5 september WK-kwalificatie Groep B № 55 «onderlinge duels» 20:45 uur (UTC+2) | Vedat Muriqi 90+2' |       | 45+2' Anastasios Douvikas | Fadil Vokrristadion, Pristina Toeschouwers: 1.200 Scheidsrechter: François Letexier (FRA) Video-assistent: Willy Delajod (FRA) |

|                                                                               |        |                                     |        | |
| 8 september WK-kwalificatie Groep B № 56 «onderlinge duels» 20:45 uur (UTC+2) | Kosovo | 0 – 2                               | Spanje | Fadil Vokrristadion, Pristina Toeschouwers: 1.200 Scheidsrechter: Robert Madden (SCO) Video-assistent: Jarred Gillett (AUS) |
| 8 september WK-kwalificatie Groep B № 56 «onderlinge duels» 20:45 uur (UTC+2) |        | 36' Pablo Fornals 90' Ferran Torres |        | Fadil Vokrristadion, Pristina Toeschouwers: 1.200 Scheidsrechter: Robert Madden (SCO) Video-assistent: Jarred Gillett (AUS) |

|                                                                             |                                                               |       |        | |
| 9 oktober WK-kwalificatie Groep B № 57 «onderlinge duels» 18:00 uur (UTC+2) | Zweden                                                        | 3 – 0 | Kosovo | Friends Arena, Solna Toeschouwers: 44.123 Scheidsrechter: Marco Di Bello (ITA) Video-assistent: Paolo Valeri (ITA) |
| 9 oktober WK-kwalificatie Groep B № 57 «onderlinge duels» 18:00 uur (UTC+2) | Emil Forsberg 29' (pen.) Alexander Isak 62' Robin Quaison 79' |       |        | Friends Arena, Solna Toeschouwers: 44.123 Scheidsrechter: Marco Di Bello (ITA) Video-assistent: Paolo Valeri (ITA) |

|                                                                              |                         |       |                                                  | |
| 12 oktober WK-kwalificatie Groep B № 58 «onderlinge duels» 20:45 uur (UTC+2) | Kosovo                  | 1 – 2 | Georgië                                          | Fadil Vokrristadion, Pristina Toeschouwers: 3.550 Scheidsrechter: Paweł Raczkowski (POL) Video-assistent: Tomasz Kwiatkowski (POL) |
| 12 oktober WK-kwalificatie Groep B № 58 «onderlinge duels» 20:45 uur (UTC+2) | Vedat Muriqi 45' (pen.) |       | 11' Tornike Okriasjvili 82' Zoeriko Davitasjvili | Fadil Vokrristadion, Pristina Toeschouwers: 3.550 Scheidsrechter: Paweł Raczkowski (POL) Video-assistent: Tomasz Kwiatkowski (POL) |

|                                                                         |        |                                       |          |                                                                                          |
| 10 november Vriendschappelijk № 59 «onderlinge duels» 18:00 uur (UTC+1) | Kosovo | 0 – 2                                 | Jordanië | Fadil Vokrristadion, Pristina Toeschouwers: 1.000 Scheidsrechter: Dejan Jakimovski (MKD) |
| 10 november Vriendschappelijk № 59 «onderlinge duels» 18:00 uur (UTC+1) |        | 18' Bahaa Faisal 86' Hamza Al-Dardour |          | Fadil Vokrristadion, Pristina Toeschouwers: 1.000 Scheidsrechter: Dejan Jakimovski (MKD) |

|                                                                               |                      |       |                   | |
| 14 november WK-kwalificatie Groep B № 60 «onderlinge duels» 21:45 uur (UTC+2) | Griekenland          | 1 – 1 | Kosovo            | Olympisch Stadion Spyridon Louis, Athene Toeschouwers: 1.388 Scheidsrechter: Aleksej Koelbakov (BLR) Video-assistent: Sergej Karasjov (RUS) |
| 14 november WK-kwalificatie Groep B № 60 «onderlinge duels» 21:45 uur (UTC+2) | Giorgos Masouras 44' |       | 76' Amir Rrahmani | Olympisch Stadion Spyridon Louis, Athene Toeschouwers: 1.388 Scheidsrechter: Aleksej Koelbakov (BLR) Video-assistent: Sergej Karasjov (RUS) |

### 2022
|                                                                      |                                                                                          |       |              |                                                                                        |
| 24 maart Vriendschappelijk № 61 «onderlinge duels» 18:00 uur (UTC+2) | Kosovo                                                                                   | 5 – 0 | Burkina Faso | Fadil Vokrristadion, Pristina Toeschouwers: onb. Scheidsrechter: Eldorjan Hamiti (ALB) |
| 24 maart Vriendschappelijk № 61 «onderlinge duels» 18:00 uur (UTC+2) | Fidan Aliti 3' Astrit Selmani 23' Mërgim Vojvoda 53' Milot Rashica 68' Toni Domgjoni 75' |       |              | Fadil Vokrristadion, Pristina Toeschouwers: onb. Scheidsrechter: Eldorjan Hamiti (ALB) |

|                                                                      |                    |       |                   |                                                                            |
| 29 maart Vriendschappelijk № 62 «onderlinge duels» 18:00 uur (UTC+2) | Zwitserland        | 1 – 1 | Kosovo            | Letzigrund, Zürich Toeschouwers: 20.800 Scheidsrechter: Ruddy Buquet (FRA) |
| 29 maart Vriendschappelijk № 62 «onderlinge duels» 18:00 uur (UTC+2) | Jordan Lotomba 61' |       | 52' Milot Rashica | Letzigrund, Zürich Toeschouwers: 20.800 Scheidsrechter: Ruddy Buquet (FRA) |

|                                                                               |        |                                     |        | |
| 2 juni UEFA Nations League Groep C2 № 63 «onderlinge duels» 19:00 uur (UTC+3) | Cyprus | 0 – 2                               | Kosovo | AEK Arena - Georgios Karapatakis, Larnaca Toeschouwers: 1.550 Scheidsrechter: Jérôme Brisard (FRA) Video-assistent: Pierre Gaillouste (FRA) |
| 2 juni UEFA Nations League Groep C2 № 63 «onderlinge duels» 19:00 uur (UTC+3) |        | 65' Valon Berisha 78' Edon Zhegrova |        | AEK Arena - Georgios Karapatakis, Larnaca Toeschouwers: 1.550 Scheidsrechter: Jérôme Brisard (FRA) Video-assistent: Pierre Gaillouste (FRA) |

|                                                                               |        |                          |             | |
| 5 juni UEFA Nations League Groep C2 № 64 «onderlinge duels» 20:45 uur (UTC+2) | Kosovo | 0 – 1                    | Griekenland | Fadil Vokrristadion, Pristina Toeschouwers: 12.300 Scheidsrechter: John Beaton (SCO) Video-assistent: Jochem Kamphuis (NED) |
| 5 juni UEFA Nations League Groep C2 № 64 «onderlinge duels» 20:45 uur (UTC+2) |        | 36' Anastasios Bakasetas |             | Fadil Vokrristadion, Pristina Toeschouwers: 12.300 Scheidsrechter: John Beaton (SCO) Video-assistent: Jochem Kamphuis (NED) |

|                                                                               |                                                          |       |                                      | |
| 9 juni UEFA Nations League Groep C2 № 65 «onderlinge duels» 20:45 uur (UTC+2) | Kosovo                                                   | 3 – 2 | Noord-Ierland                        | Fadil Vokrristadion, Pristina Toeschouwers: 11.700 Scheidsrechter: Jakob Kehlet (DEN) Video-assistent: Rob Dieperink (NED) |
| 9 juni UEFA Nations League Groep C2 № 65 «onderlinge duels» 20:45 uur (UTC+2) | Vedat Muriqi 9' (pen.) Zymer Bytyqi 19' Vedat Muriqi 52' |       | 45' Shayne Lavery 83' Daniel Ballard | Fadil Vokrristadion, Pristina Toeschouwers: 11.700 Scheidsrechter: Jakob Kehlet (DEN) Video-assistent: Rob Dieperink (NED) |

|                                                                                |                                               |       |        | |
| 12 juni UEFA Nations League Groep C2 № 66 «onderlinge duels» 21:45 uur (UTC+3) | Griekenland                                   | 2 – 0 | Kosovo | Panthessalikostadion, Volos Toeschouwers: 15.367 Scheidsrechter: Julian Weinberger (AUT) Video-assistent: Christian-Petru Ciochirca (AUT) |
| 12 juni UEFA Nations League Groep C2 № 66 «onderlinge duels» 21:45 uur (UTC+3) | Giorgos Giakoumakis 71' Petros Mantalos 90+9' |       |        | Panthessalikostadion, Volos Toeschouwers: 15.367 Scheidsrechter: Julian Weinberger (AUT) Video-assistent: Christian-Petru Ciochirca (AUT) |

|                                                                                     |                                     |       |                  | |
| 24 september UEFA Nations League Groep C2 № 67 «onderlinge duels» 17:00 uur (UTC+1) | Noord-Ierland                       | 2 – 1 | Kosovo           | Windsor Park, Belfast Toeschouwers: 17.148 Scheidsrechter: Glenn Nyberg (SWE) Video-assistent: Rob Dieperink (NED) |
| 24 september UEFA Nations League Groep C2 № 67 «onderlinge duels» 17:00 uur (UTC+1) | Gavin Whyte 82' Josh Magennis 90+3' |       | 58' Vedat Muriqi | Windsor Park, Belfast Toeschouwers: 17.148 Scheidsrechter: Glenn Nyberg (SWE) Video-assistent: Rob Dieperink (NED) |

|                                                                                     |                                                                                                |       |                      | |
| 27 september UEFA Nations League Groep C2 № 68 «onderlinge duels» 20:45 uur (UTC+2) | Kosovo                                                                                         | 5 – 1 | Cyprus               | Fadil Vokrristadion, Pristina Toeschouwers: 10.400 Scheidsrechter: Kristo Tohver (EST) Video-assistent: Gianluca Aureliano (ITA) |
| 27 september UEFA Nations League Groep C2 № 68 «onderlinge duels» 20:45 uur (UTC+2) | Florent Muslija 22' Donat Rrudhani 45+1' Elbasan Rashani 47' Vedat Muriqi 52' Vedat Muriqi 84' |       | 81' Valentin Roberge | Fadil Vokrristadion, Pristina Toeschouwers: 10.400 Scheidsrechter: Kristo Tohver (EST) Video-assistent: Gianluca Aureliano (ITA) |

|                                                                         |                                                   |       |                                             |                                                                                         |
| 16 november Vriendschappelijk № 69 «onderlinge duels» 18:00 uur (UTC+1) | Kosovo                                            | 2 – 2 | Armenië                                     | Fadil Vokrristadion, Pristina Toeschouwers: 2.000 Scheidsrechter: Eldorjan Hamiti (ALB) |
| 16 november Vriendschappelijk № 69 «onderlinge duels» 18:00 uur (UTC+1) | Lirim M. Kastrati 67' (pen.) Donat Rrudhani 90+3' |       | 24' Zjirajr Sjaghojan 82' Kamo Hovhannisjan | Fadil Vokrristadion, Pristina Toeschouwers: 2.000 Scheidsrechter: Eldorjan Hamiti (ALB) |

|                                                                         |                  |       |                          |                                                                                      |
| 19 november Vriendschappelijk № 70 «onderlinge duels» 18:00 uur (UTC+1) | Kosovo           | 1 – 1 | Faeröer                  | Fadil Vokrristadion, Pristina Toeschouwers: 2.000 Scheidsrechter: Juxhin Xhaja (ALB) |
| 19 november Vriendschappelijk № 70 «onderlinge duels» 18:00 uur (UTC+1) | Uran Bislimi 64' |       | 77' Stefan Radosavljevic | Fadil Vokrristadion, Pristina Toeschouwers: 2.000 Scheidsrechter: Juxhin Xhaja (ALB) |

### 2023
|                                                                            |                |       |                     | |
| 25 maart EK-kwalificatie Groep I № 71 «onderlinge duels» 19:00 uur (UTC+2) | Israël         | 1 – 1 | Kosovo              | Bloomfieldstadion, Tel Aviv Toeschouwers: 28.935 Scheidsrechter: William Collum (SCO) Video-assistent: Chris Kavanagh (ENG) |
| 25 maart EK-kwalificatie Groep I № 71 «onderlinge duels» 19:00 uur (UTC+2) | Dor Peretz 56' |       | 36' (e.d.) Eli Dasa | Bloomfieldstadion, Tel Aviv Toeschouwers: 28.935 Scheidsrechter: William Collum (SCO) Video-assistent: Chris Kavanagh (ENG) |

|                                                                            |                   |       |                  | |
| 28 maart EK-kwalificatie Groep I № 72 «onderlinge duels» 20:45 uur (UTC+2) | Kosovo            | 1 – 1 | Andorra          | Fadil Vokrristadion, Pristina Toeschouwers: 12.600 Scheidsrechter: Sebastian Gishamer (AUT) Video-assistent: Christian-Petru Ciochirca (AUT) |
| 28 maart EK-kwalificatie Groep I № 72 «onderlinge duels» 20:45 uur (UTC+2) | Edon Zhegrova 59' |       | 61' Albert Rosas | Fadil Vokrristadion, Pristina Toeschouwers: 12.600 Scheidsrechter: Sebastian Gishamer (AUT) Video-assistent: Christian-Petru Ciochirca (AUT) |

|                                                                           |        |       |          | |
| 16 juni EK-kwalificatie Groep I № 73 «onderlinge duels» 20:45 uur (UTC+2) | Kosovo | 0 – 0 | Roemenië | Fadil Vokrristadion, Pristina Toeschouwers: 11.000 Scheidsrechter: Danny Makkelie (NED) Video-assistent: Clay Ruperti (NED) |
| 16 juni EK-kwalificatie Groep I № 73 «onderlinge duels» 20:45 uur (UTC+2) |        |       |          | Fadil Vokrristadion, Pristina Toeschouwers: 11.000 Scheidsrechter: Danny Makkelie (NED) Video-assistent: Clay Ruperti (NED) |

|                                                                           |                                       |       |                         | |
| 19 juni EK-kwalificatie Groep I № 74 «onderlinge duels» 20:45 uur (UTC+2) | Wit-Rusland                           | 2 – 1 | Kosovo                  | Szusza Ferencstadion, Boedapest (Hongarije) Toeschouwers: 0 Scheidsrechter: Julian Weinberger (AUT) Video-assistent: Christian Dingert (GER) |
| 19 juni EK-kwalificatie Groep I № 74 «onderlinge duels» 20:45 uur (UTC+2) | Oeladzislaw Marozaw 73' Max Ebong 75' |       | 87' (pen.) Vedat Muriqi | Szusza Ferencstadion, Boedapest (Hongarije) Toeschouwers: 0 Scheidsrechter: Julian Weinberger (AUT) Video-assistent: Christian Dingert (GER) |

|                                                                               |                                     |       |                                           | |
| 9 september EK-kwalificatie Groep I № 75 «onderlinge duels» 20:45 uur (UTC+2) | Kosovo                              | 2 – 2 | Zwitserland                               | Fadil Vokrristadion, Pristina Toeschouwers: 12.700 Scheidsrechter: Jakob Kehlet (DEN) Video-assistent: Jonas Hansen (DEN) |
| 9 september EK-kwalificatie Groep I № 75 «onderlinge duels» 20:45 uur (UTC+2) | Vedat Muriqi 65' Vedat Muriqi 90+4' |       | 14' Remo Freuler 79' (e.d.) Amir Rrahmani | Fadil Vokrristadion, Pristina Toeschouwers: 12.700 Scheidsrechter: Jakob Kehlet (DEN) Video-assistent: Jonas Hansen (DEN) |

|                                                                                |                                            |       |        | |
| 12 september EK-kwalificatie Groep I № 76 «onderlinge duels» 21:45 uur (UTC+3) | Roemenië                                   | 2 – 0 | Kosovo | Arena Națională, Boekarest Toeschouwers: 29.982 Scheidsrechter: Willy Delajod (FRA) Video-assistent: Benoît Millot (FRA) |
| 12 september EK-kwalificatie Groep I № 76 «onderlinge duels» 21:45 uur (UTC+3) | Nicolae Stanciu 83' Valentin Mihăilă 90+3' |       |        | Arena Națională, Boekarest Toeschouwers: 29.982 Scheidsrechter: Willy Delajod (FRA) Video-assistent: Benoît Millot (FRA) |

|                                                                              |         |                                                      |        | |
| 12 oktober EK-kwalificatie Groep I № 77 «onderlinge duels» 20:45 uur (UTC+2) | Andorra | 0 – 3                                                | Kosovo | Estadi Nacional, Andorra la Vella Toeschouwers: 1.207 Scheidsrechter: Nick Walsh (SCO) Video-assistent: Andrew Dallas (SCO) |
| 12 oktober EK-kwalificatie Groep I № 77 «onderlinge duels» 20:45 uur (UTC+2) |         | 26' Milot Rashica 71' Milot Rashica 83' Altin Zeqiri |        | Estadi Nacional, Andorra la Vella Toeschouwers: 1.207 Scheidsrechter: Nick Walsh (SCO) Video-assistent: Andrew Dallas (SCO) |

|                                                                               |                   |       |        | |
| 12 november EK-kwalificatie Groep I № 78 «onderlinge duels» 20:45 uur (UTC+1) | Kosovo            | 1 – 0 | Israël | Fadil Vokrristadion, Pristina Toeschouwers: 5.245 Scheidsrechter: Ivan Kružliak (SVK) Video-assistent: Sören Storks (GER) |
| 12 november EK-kwalificatie Groep I № 78 «onderlinge duels» 20:45 uur (UTC+1) | Milot Rashica 41' |       |        | Fadil Vokrristadion, Pristina Toeschouwers: 5.245 Scheidsrechter: Ivan Kružliak (SVK) Video-assistent: Sören Storks (GER) |

|                                                                               |                  |       |                    | |
| 18 november EK-kwalificatie Groep I № 79 «onderlinge duels» 20:45 uur (UTC+1) | Zwitserland      | 1 – 1 | Kosovo             | St. Jakob-Park, Bazel Toeschouwers: 33.000 Scheidsrechter: António Nobre (POR) Video-assistent: Tiago Martins (POR) |
| 18 november EK-kwalificatie Groep I № 79 «onderlinge duels» 20:45 uur (UTC+1) | Ruben Vargas 47' |       | 82' Muhamet Hyseni | St. Jakob-Park, Bazel Toeschouwers: 33.000 Scheidsrechter: António Nobre (POR) Video-assistent: Tiago Martins (POR) |

|                                                                               |        |                         |             | |
| 21 november EK-kwalificatie Groep I № 80 «onderlinge duels» 20:45 uur (UTC+1) | Kosovo | 0 – 1                   | Wit-Rusland | Fadil Vokrristadion, Pristina Toeschouwers: 5.026 Scheidsrechter: Georgi Kabakov (BUL) Video-assistent: Dragomir Draganov (BUL) |
| 21 november EK-kwalificatie Groep I № 80 «onderlinge duels» 20:45 uur (UTC+1) |        | 43' Dzmitry Antsilewski |             | Fadil Vokrristadion, Pristina Toeschouwers: 5.026 Scheidsrechter: Georgi Kabakov (BUL) Video-assistent: Dragomir Draganov (BUL) |

### 2024
|                                                                      |         |                   |        | |
| 22 maart Vriendschappelijk № 81 «onderlinge duels» 20:00 uur (UTC+4) | Armenië | 0 – 1             | Kosovo | Republikeins Stadion Vazgen Sargsian, Jerevan Toeschouwers: 10.000 Scheidsrechter: Irakli Kvirikasjvili (GEO) |
| 22 maart Vriendschappelijk № 81 «onderlinge duels» 20:00 uur (UTC+4) |         | 25' Milot Rashica |        | Republikeins Stadion Vazgen Sargsian, Jerevan Toeschouwers: 10.000 Scheidsrechter: Irakli Kvirikasjvili (GEO) |

|                                                                      |                                       |       |        | |
| 26 maart Vriendschappelijk № 82 «onderlinge duels» 19:00 uur (UTC+1) | Hongarije                             | 2 – 0 | Kosovo | Puskás Aréna, Boedapest Toeschouwers: 56.000 Scheidsrechter: Ovidiu Haţegan (ROU) Video-assistent: Cătălin Popa (ROU) |
| 26 maart Vriendschappelijk № 82 «onderlinge duels» 19:00 uur (UTC+1) | Dominik Szoboszlai 58' Zsolt Nagy 86' |       |        | Puskás Aréna, Boedapest Toeschouwers: 56.000 Scheidsrechter: Ovidiu Haţegan (ROU) Video-assistent: Cătălin Popa (ROU) |

|                                                                    |                                                                            |       |        | |
| 5 juni Vriendschappelijk № 83 «onderlinge duels» 19:00 uur (UTC+2) | Noorwegen                                                                  | 3 – 0 | Kosovo | Ullevaalstadion, Oslo Toeschouwers: 19.634 Scheidsrechter: Mikkel Redder (DEN) Video-assistent: Jonas Hansen (DEN) |
| 5 juni Vriendschappelijk № 83 «onderlinge duels» 19:00 uur (UTC+2) | Erling Braut Haaland 15' Erling Braut Haaland 70' Erling Braut Haaland 75' |       |        | Ullevaalstadion, Oslo Toeschouwers: 19.634 Scheidsrechter: Mikkel Redder (DEN) Video-assistent: Jonas Hansen (DEN) |

|                                                                                    |        |                                                         |          | |
| 6 september UEFA Nations League Groep C2 № 84 «onderlinge duels» 20:45 uur (UTC+2) | Kosovo | 0 – 3                                                   | Roemenië | Fadil Vokrristadion, Pristina Toeschouwers: 12.872 Scheidsrechter: Aliyar Ağayev (AZE) Video-assistent: Luca Pairetto (ITA) |
| 6 september UEFA Nations League Groep C2 № 84 «onderlinge duels» 20:45 uur (UTC+2) |        | 40' Dennis Man 51' (pen.) Răzvan Marin 82' Denis Drăguș |          | Fadil Vokrristadion, Pristina Toeschouwers: 12.872 Scheidsrechter: Aliyar Ağayev (AZE) Video-assistent: Luca Pairetto (ITA) |

|                                                                                    |        |                                                                                  |        | |
| 9 september UEFA Nations League Groep C2 № 85 «onderlinge duels» 19:00 uur (UTC+3) | Cyprus | 0 – 4                                                                            | Kosovo | AEK Arena - Georgios Karapatakis, Larnaca Toeschouwers: 2.041 Scheidsrechter: Sebastian Gishamer (AUT) Video-assistent: Alan Kijas (AUT) |
| 9 september UEFA Nations League Groep C2 № 85 «onderlinge duels» 19:00 uur (UTC+3) |        | 9' (pen.) Vedat Muriqi 21' Vedat Muriqi 48' Albion Rrahmani 55' Lumbardh Dellova |        | AEK Arena - Georgios Karapatakis, Larnaca Toeschouwers: 2.041 Scheidsrechter: Sebastian Gishamer (AUT) Video-assistent: Alan Kijas (AUT) |

|                                                                                   |                        |       |                                      | |
| 12 oktober UEFA Nations League Groep C2 № 86 «onderlinge duels» 16:00 uur (UTC+3) | Litouwen               | 1 – 2 | Kosovo                               | S. Dariaus- en S. Girėnostadion, Kaunas Toeschouwers: 7.554 Scheidsrechter: Ondřej Berka (CZE) Video-assistent: Miroslav Zelinka (CZE) |
| 12 oktober UEFA Nations League Groep C2 № 86 «onderlinge duels» 16:00 uur (UTC+3) | Paulius Golubickas 84' |       | 20' Edon Zhegrova 65' Ermal Krasniqi | S. Dariaus- en S. Girėnostadion, Kaunas Toeschouwers: 7.554 Scheidsrechter: Ondřej Berka (CZE) Video-assistent: Miroslav Zelinka (CZE) |

|                                                                                   |                                                      |       |        | |
| 15 oktober UEFA Nations League Groep C2 № 87 «onderlinge duels» 20:45 uur (UTC+2) | Kosovo                                               | 3 – 0 | Cyprus | Fadil Vokrristadion, Pristina Toeschouwers: 12.863 Scheidsrechter: Matej Jug (SVN) Video-assistent: Asmir Sagrković (SVN) |
| 15 oktober UEFA Nations League Groep C2 № 87 «onderlinge duels» 20:45 uur (UTC+2) | Amir Rrahmani 30' Ermal Krasniqi 52' Emir Sahiti 70' |       |        | Fadil Vokrristadion, Pristina Toeschouwers: 12.863 Scheidsrechter: Matej Jug (SVN) Video-assistent: Asmir Sagrković (SVN) |

|                                                                                    |          |               |        | |
| 15 november UEFA Nations League Groep C2 № 88 «onderlinge duels» 21:45 uur (UTC+2) | Roemenië | 3 – 0 r gest. | Kosovo | Arena Națională, Boekarest Toeschouwers: 48.957 Scheidsrechter: Morten Krogh (DEN) Video-assistent: Jakob Kehlet (DEN) |
| 15 november UEFA Nations League Groep C2 № 88 «onderlinge duels» 21:45 uur (UTC+2) |          |               |        | Arena Națională, Boekarest Toeschouwers: 48.957 Scheidsrechter: Morten Krogh (DEN) Video-assistent: Jakob Kehlet (DEN) |

|                                                                                    |                     |       |          | |
| 18 november UEFA Nations League Groep C2 № 89 «onderlinge duels» 20:45 uur (UTC+1) | Kosovo              | 1 – 0 | Litouwen | Fadil Vokrristadion, Pristina Toeschouwers: 12.856 Scheidsrechter: Kristoffer Hagenes (NOR) Video-assistent: Tom Harald Hagen (NOR) |
| 18 november UEFA Nations League Groep C2 № 89 «onderlinge duels» 20:45 uur (UTC+1) | Muharrem Jashari 5' |       |          | Fadil Vokrristadion, Pristina Toeschouwers: 12.856 Scheidsrechter: Kristoffer Hagenes (NOR) Video-assistent: Tom Harald Hagen (NOR) |

### 2025
|                                                                                  |                                          |       |                    | |
| 20 maart UEFA Nations League Play-offs № 90 «onderlinge duels» 20:45 uur (UTC+1) | Kosovo                                   | 2 – 1 | IJsland            | Fadil Vokrristadion, Pristina Toeschouwers: 12.857 Scheidsrechter: Serdar Gözübüyük (NED) Video-assistent: Clay Ruperti (NED) |
| 20 maart UEFA Nations League Play-offs № 90 «onderlinge duels» 20:45 uur (UTC+1) | Lumbardh Dellova 19' Elvis Rexhbeçaj 58' |       | 22' Orri Óskarsson | Fadil Vokrristadion, Pristina Toeschouwers: 12.857 Scheidsrechter: Serdar Gözübüyük (NED) Video-assistent: Clay Ruperti (NED) |

|                                                                                  |                   |       |                                                      | |
| 23 maart UEFA Nations League Play-offs № 91 «onderlinge duels» 18:00 uur (UTC+1) | IJsland           | 1 – 3 | Kosovo                                               | Estadio Enrique Roca de Murcia, Murcia (Spanje) Toeschouwers: 1.553 Scheidsrechter: Jesús Gil Manzano (ESP) Video-assistent: Carlos del Cerro Grande (ESP) |
| 23 maart UEFA Nations League Play-offs № 91 «onderlinge duels» 18:00 uur (UTC+1) | Orri Óskarsson 2' |       | 35' Vedat Muriqi 45+3' Vedat Muriqi 79' Vedat Muriqi | Estadio Enrique Roca de Murcia, Murcia (Spanje) Toeschouwers: 1.553 Scheidsrechter: Jesús Gil Manzano (ESP) Video-assistent: Carlos del Cerro Grande (ESP) |

|                                                                    | |       |                                            |                                                                                      |
| 6 juni Vriendschappelijk № 92 «onderlinge duels» 19:00 uur (UTC+2) | Kosovo | 5 – 2 | Armenië                                    | Fadil Vokrristadion, Pristina Toeschouwers: 2.000 Scheidsrechter: Juxhin Xhaja (ALB) |
| 6 juni Vriendschappelijk № 92 «onderlinge duels» 19:00 uur (UTC+2) | Lumbardh Dellova 23' Mërgim Vojvoda 61' (pen.) Lindon Emërllahu 72' Albion Rrahmani 90' Albion Rrahmani 90+3' |       | 8' (e.d.) Amir Saipi 28' Edoeard Spertsjan | Fadil Vokrristadion, Pristina Toeschouwers: 2.000 Scheidsrechter: Juxhin Xhaja (ALB) |

|                                                                    |        |   |         |                                                                                       |
| 9 juni Vriendschappelijk № 93 «onderlinge duels» 19:00 uur (UTC+2) | Kosovo | – | Comoren | Fadil Vokrristadion, Pristina Toeschouwers: n.n.b. Scheidsrechter: Florian Lata (ALB) |
| 9 juni Vriendschappelijk № 93 «onderlinge duels» 19:00 uur (UTC+2) |        |   |         | Fadil Vokrristadion, Pristina Toeschouwers: n.n.b. Scheidsrechter: Florian Lata (ALB) |

|                                                                               |             |   |        |                                                    |
| 5 september WK-kwalificatie Groep B № 94 «onderlinge duels» 20:45 uur (UTC+2) | Zwitserland | – | Kosovo | n.n.b. Toeschouwers: n.n.b. Scheidsrechter: n.n.b. |
| 5 september WK-kwalificatie Groep B № 94 «onderlinge duels» 20:45 uur (UTC+2) |             |   |        | n.n.b. Toeschouwers: n.n.b. Scheidsrechter: n.n.b. |

|                                                                               |        |   |        |                                                                           |
| 8 september WK-kwalificatie Groep B № 95 «onderlinge duels» 20:45 uur (UTC+2) | Kosovo | – | Zweden | Fadil Vokrristadion, Pristina Toeschouwers: n.n.b. Scheidsrechter: n.n.b. |
| 8 september WK-kwalificatie Groep B № 95 «onderlinge duels» 20:45 uur (UTC+2) |        |   |        | Fadil Vokrristadion, Pristina Toeschouwers: n.n.b. Scheidsrechter: n.n.b. |

|                                                                              |        |   |          |                                                                           |
| 10 oktober WK-kwalificatie Groep B № 96 «onderlinge duels» 20:45 uur (UTC+2) | Kosovo | – | Slovenië | Fadil Vokrristadion, Pristina Toeschouwers: n.n.b. Scheidsrechter: n.n.b. |
| 10 oktober WK-kwalificatie Groep B № 96 «onderlinge duels» 20:45 uur (UTC+2) |        |   |          | Fadil Vokrristadion, Pristina Toeschouwers: n.n.b. Scheidsrechter: n.n.b. |

|                                                                              |        |   |        |                                                    |
| 13 oktober WK-kwalificatie Groep B № 97 «onderlinge duels» 20:45 uur (UTC+2) | Zweden | – | Kosovo | n.n.b. Toeschouwers: n.n.b. Scheidsrechter: n.n.b. |
| 13 oktober WK-kwalificatie Groep B № 97 «onderlinge duels» 20:45 uur (UTC+2) |        |   |        | n.n.b. Toeschouwers: n.n.b. Scheidsrechter: n.n.b. |

|                                                                               |          |   |        |                                                    |
| 15 november WK-kwalificatie Groep B № 98 «onderlinge duels» 20:45 uur (UTC+1) | Slovenië | – | Kosovo | n.n.b. Toeschouwers: n.n.b. Scheidsrechter: n.n.b. |
| 15 november WK-kwalificatie Groep B № 98 «onderlinge duels» 20:45 uur (UTC+1) |          |   |        | n.n.b. Toeschouwers: n.n.b. Scheidsrechter: n.n.b. |

|                                                                               |        |   |             |                                                                           |
| 18 november WK-kwalificatie Groep B № 99 «onderlinge duels» 20:45 uur (UTC+1) | Kosovo | – | Zwitserland | Fadil Vokrristadion, Pristina Toeschouwers: n.n.b. Scheidsrechter: n.n.b. |
| 18 november WK-kwalificatie Groep B № 99 «onderlinge duels» 20:45 uur (UTC+1) |        |   |             | Fadil Vokrristadion, Pristina Toeschouwers: n.n.b. Scheidsrechter: n.n.b. |

FFK · 
Kosovaars vrouwenelftal · Kosovo U19 · Kosovo U17
2010 – 2019 ·
2020 − 2029
2014 · 
2015 · 
2016 · 
2017 · 
2018 ·
2019 ·
2020 ·
2021 ·
2022 ·
2023 ·
2024
Albanië ·
Andorra ·
Armenië ·
Azerbeidzjan · 
Bulgarije · 
Burkina Faso · 
Cyprus ·
Denemarken ·
Engeland ·
Equatoriaal-Guinea ·
Faeröer ·
Finland ·
Gambia ·
Georgië ·
Gibraltar ·
Griekenland ·
Guinee ·
Haïti ·
Hongarije ·
IJsland ·
Israël ·
Jordanië ·
Kroatië ·
Letland ·
Litouwen ·
Madagaskar ·
Malta ·
Moldavië ·
Montenegro ·
Noord-Ierland ·
Noord-Macedonië ·
Noorwegen ·
Oekraïne ·
Oman ·
Roemenië ·
San Marino ·
Senegal ·
Slovenië ·
Spanje ·
Tsjechië ·
Turkije ·
Wit-Rusland ·
Zweden ·
Zwitserland
CONMEBOL: Argentinië · Bolivia · Brazilië · Chili · Colombia · Ecuador · Paraguay · Peru · Uruguay · Venezuela

UEFA: Albanië · Andorra · Armenië · Azerbeidzjan · België · Bosnië en Herzegovina · Bulgarije · Cyprus · Denemarken · Duitsland · Engeland · Estland · Faeröer · Finland · Frankrijk · Georgië · Gibraltar · Griekenland · Hongarije · IJsland · Ierland · Israël · Italië · Kazachstan · Kosovo · Kroatië · Letland · Liechtenstein · Litouwen · Luxemburg · Malta · Moldavië · Montenegro · Nederland · Noord-Ierland · Noord-Macedonië · Noorwegen · Oekraïne · Oostenrijk · Polen · Portugal · Roemenië · Rusland · San Marino · Schotland · Servië · Slovenië · Slowakije · Spanje · Tsjechië · Turkije · Wales · Wit-Rusland · Zweden · Zwitserland

AFC: Australië · China · Irak · Iran · Japan · Libanon · Oezbekistan · Oman · Qatar · Saoedi-Arabië · Syrië · Verenigde Arabische Emiraten · Vietnam · Zuid-Korea

CAF: Algerije · Burkina Faso · Congo-Kinshasa · Egypte · Ghana · Ivoorkust · Kaapverdië · Kameroen · Mali · Marokko · Nigeria · Senegal · Tunesië · Zuid-Afrika

CONCACAF: Canada · Costa Rica · Curaçao · El Salvador · Honduras · Jamaica · Mexico · Panama · Suriname · Verenigde Staten

OFC: Nieuw-Zeeland